# ハンブルク大火

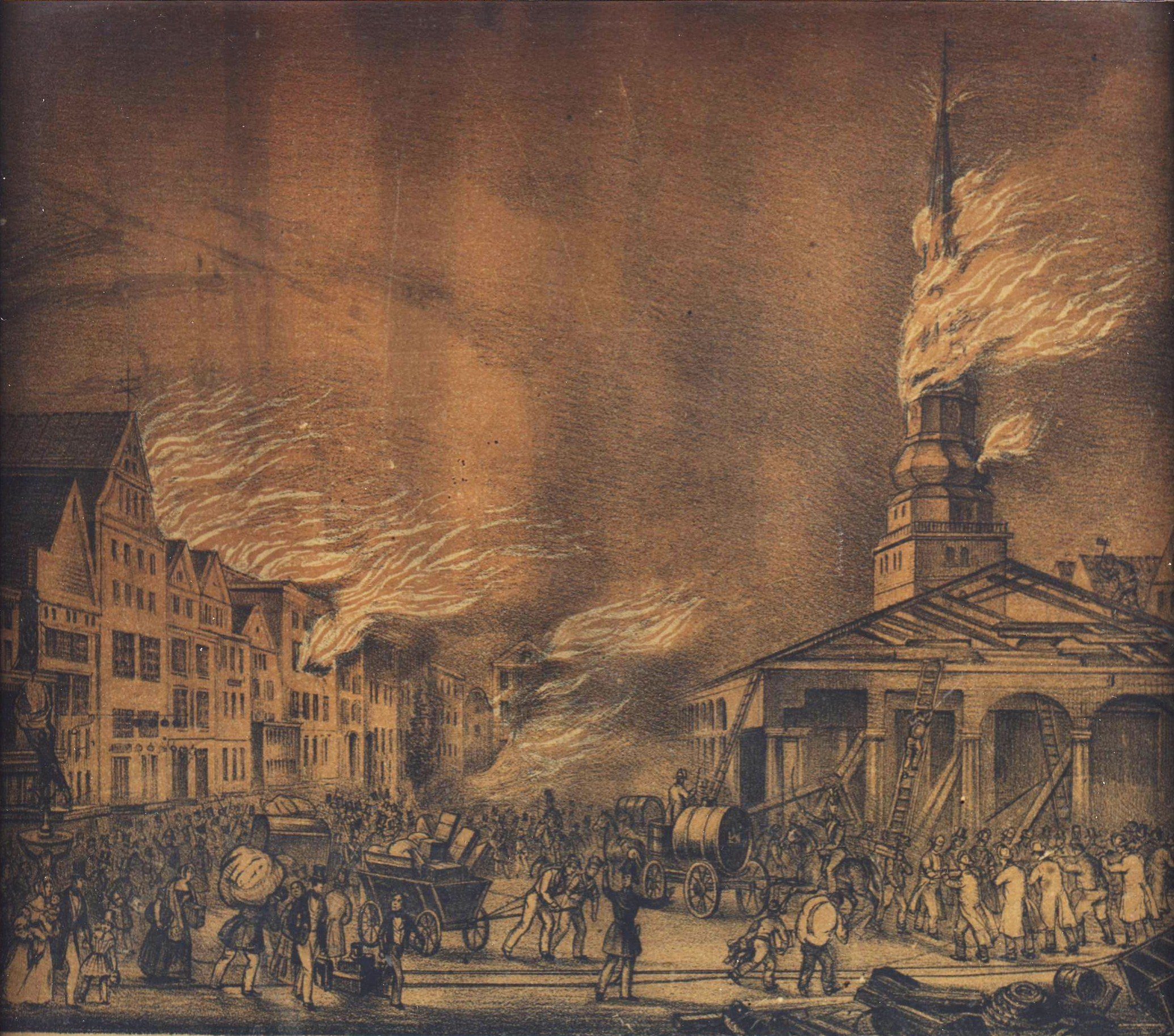
『炎に包まれるホプフェンマルクトと聖ニコライ教会。悲惨な1842年5月8日』。同時代の版画。

ハンブルク大火（ハンブルクたいか、ドイツ語: Hamburger Brand）は、1842年5月5日から5月8日にかけてハンブルクの旧市街 (de:Hamburg-Altstadt) の大部分を破壊した、大規模な都市火災である。ハンブルクの郷土史に触れる文脈においては、単に「大火災（der Große Brand）」と呼ばれる場合も多い。この火災は、50キロ離れた場所からも見ることができた。

## 経過

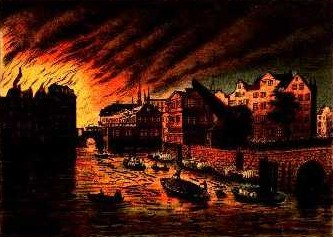
税関橋 付近の様子。

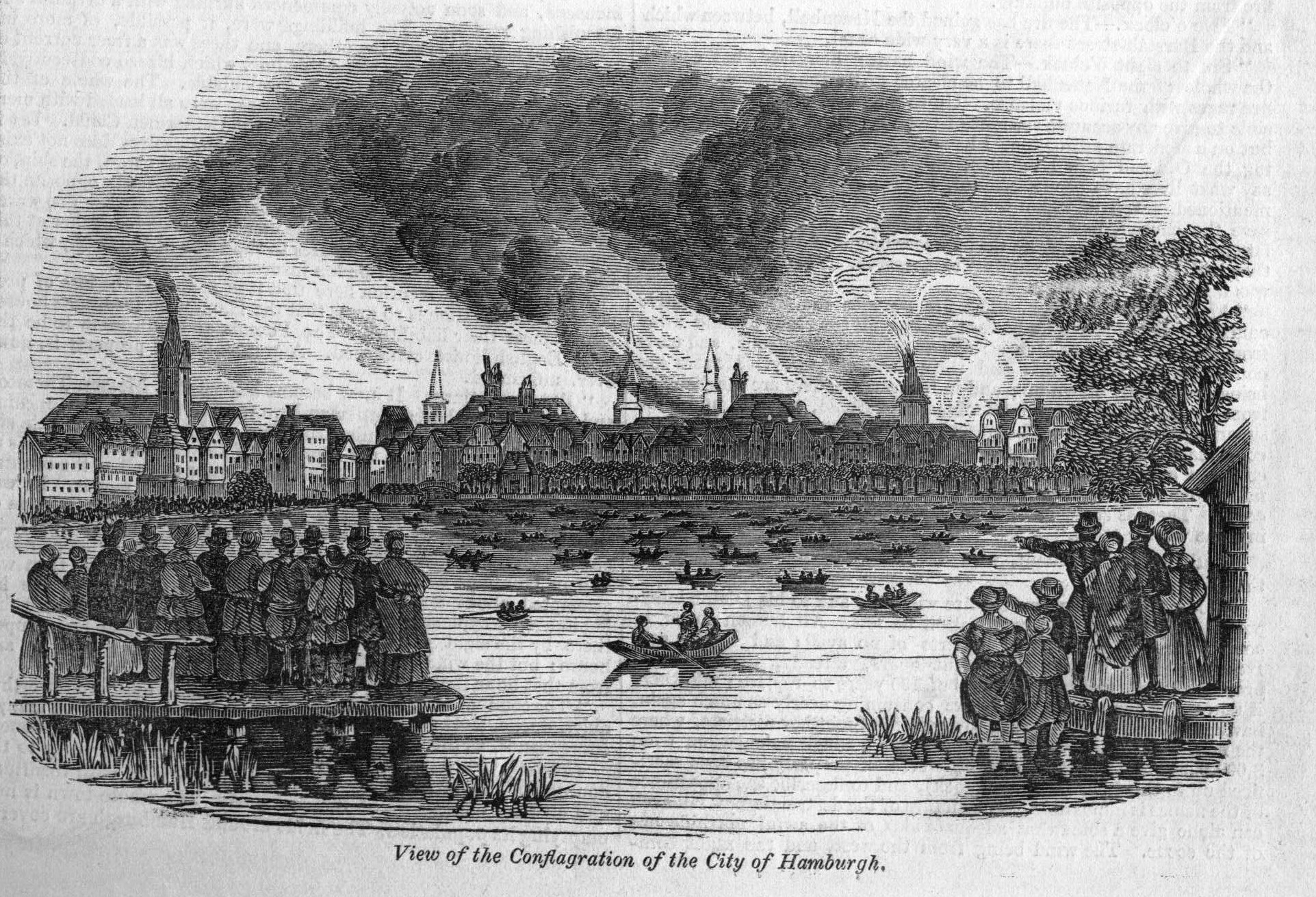
ハンブルク大火の絵。1842年のイラストレイテド・ロンドン・ニュースより。

この火災は1842年5月5日の午前1時頃、ニコライフレート (de:Nikolaifleet) のダイヒ通り (Deichstraße) 42番地にある葉巻きたばこ製造業者、コーエン宅で発生した。正確な出火原因は不明である。
夜警隊は迅速に察知したものの、急行した消防隊は消火と延焼の防止に失敗した。大気の乾燥および無風状態という、悪条件が重なったためである。炎は一時的にニコライフレートの対岸、すなわち東側のクレモン地区さえも脅かす。しかしそこで発生した一連の小火は、消火が間に合った。そのためニコライ地区 (Nikolaiviertel) の火災は、主に北と西に向かって延焼していく。当初、火災の拡大を発破で阻む検討は批難された。

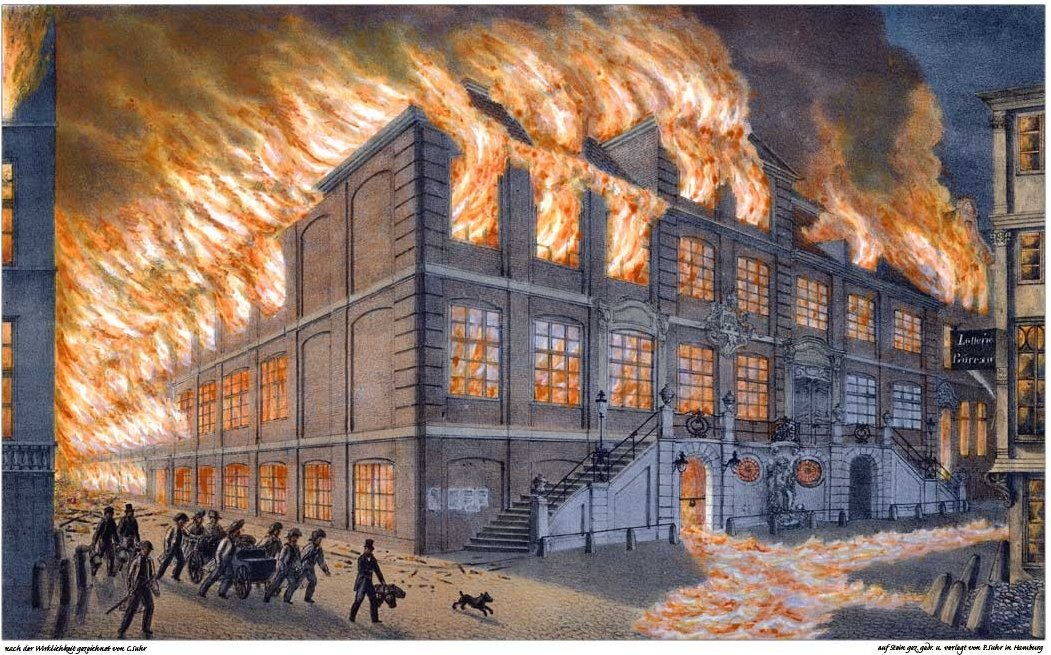
5月6日の晩に燃えるアイムスベックの家屋。

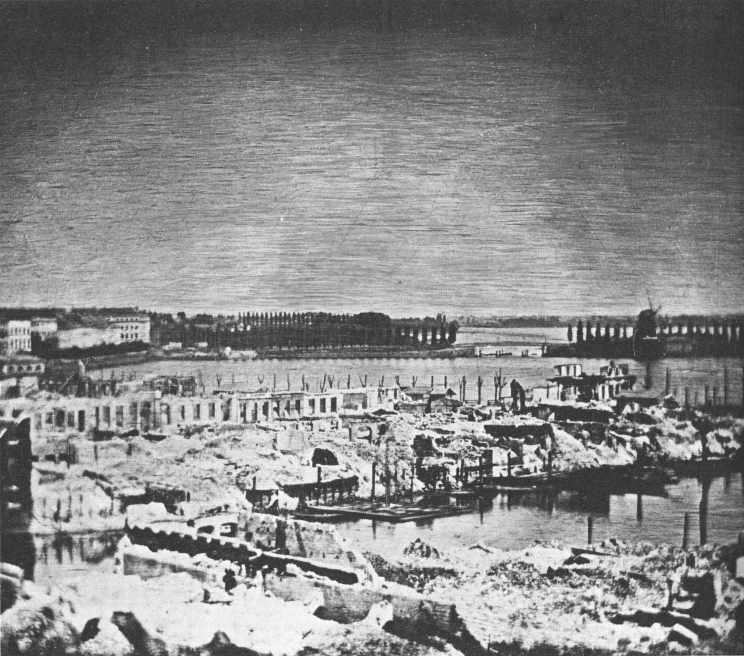
ヘルマン・ビオウ:1842年のハンブルク大火における、内アルスター湖一帯の被害。証券取引所の屋根裏からロンバルト橋の方を見た光景。このダゲレオタイプは恐らく、ハンブルクを撮影した写真の中でも最初期の物である。

昇天日にあたる1842年5月5日の朝には、すでにニコライ地区のかなりの部分が炎に包まれていた。聖ニコライ中央教会 (St. Nicholas' Church, Hamburg) では、まだ朝の礼拝が行われており、昼になっても最後の礼拝が実施された。午後4時頃には火が塔に燃え移り、それは多大な努力も空しく焼失する。言い伝えによれば、その鐘は熱の効果で最後の音を響かせたという。続いて鐘楼は崩落し、身廊に火を点けた。
夕方に炎は、聖ニコライ教会の北東、トロースト橋 (de:Trostbrücke) に面する広場（現在では愛国社 (de:Patriotische Gesellschaft) の建物がある）の旧市庁舎に迫った。書類の大部分を安全な場所に移した後、その爆破が決定されるが、これは不完全に終わる。炎はがれきを充分に燃料として拡大し、防火区画を超えて燃え広がった。

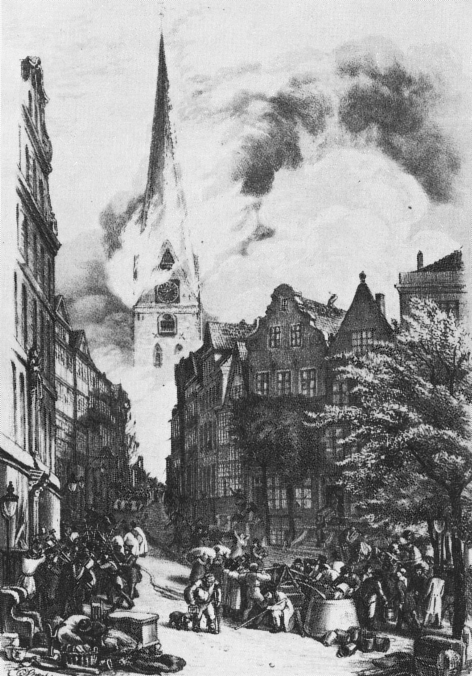
燃える聖ペトリ教会。

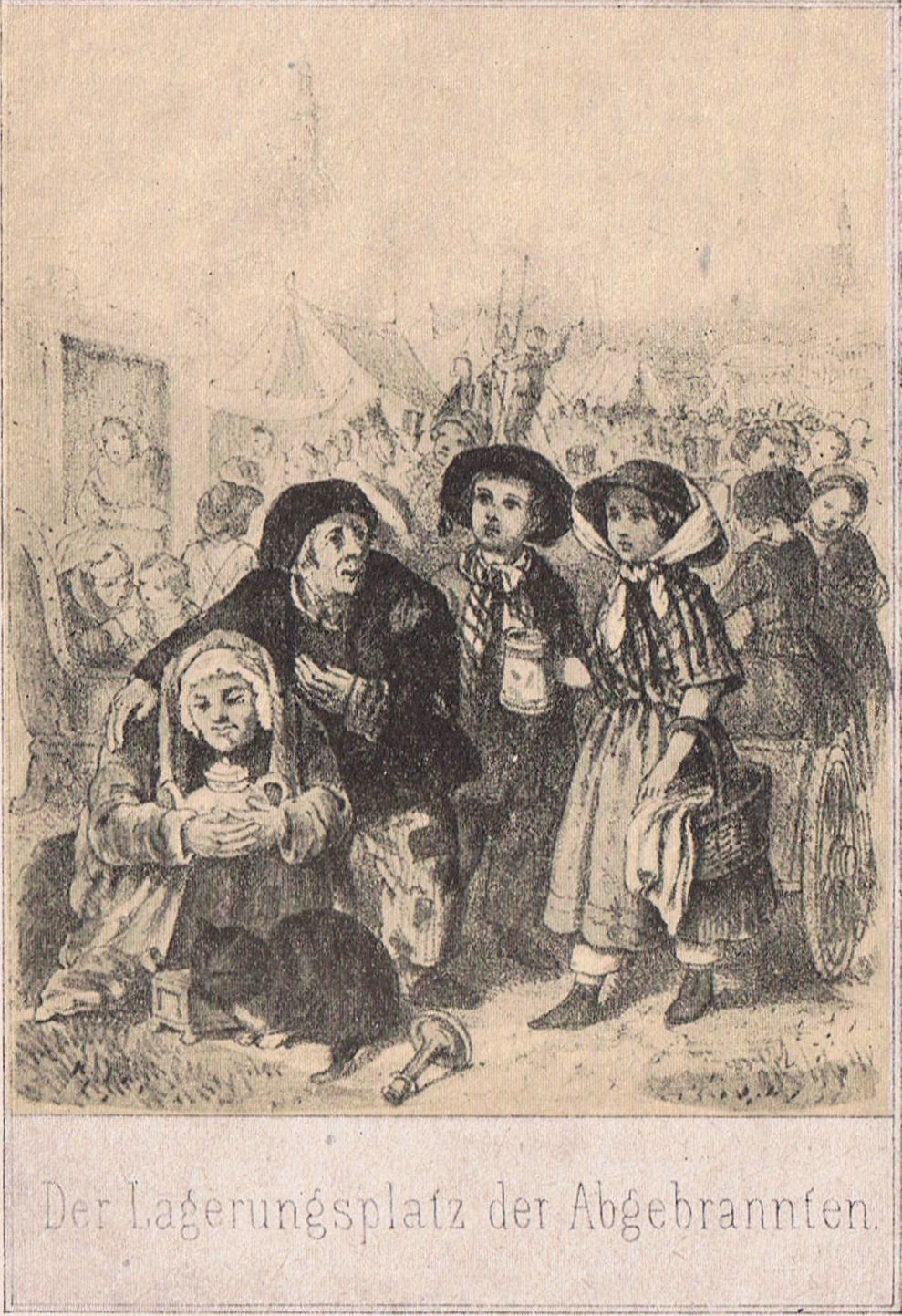
エリーゼ・アファーディーク作の『ローラントとエリザベート（Roland und Elisabeth）』の挿絵。

5月6日中に火災は北に広がり、現在では証券取引所 (de:Hamburger Börse) や市庁舎 (Hamburger Rathaus) の施設が立つ一帯を捉えた。このときには、1841年12月に転居したばかりの新証券取引所にも延焼の危険に晒されている。しかし一時的に四方を炎に囲まれながらも、新しい建物は難を逃れることができた。そして晩になると、炎はゲンゼマルクト (de:Gänsemarkt) に達する。しかし発破などの努力により、それ以上西への延焼は防がれた。
続いて火災は東と北へ広がった。5月7日には絶望的な努力も空しく、聖ペトリ中央教会 (St. Peter's Church, Hamburg) が焼け落ちる。同様にゲルトゥルーデ礼拝堂 (de:Gertrudenkapelle) も失われ、再建されることはなかった。それに対して、聖ヤコビ中央教会 (St. James' Church, Hamburg) を含むさらに東の一帯は被害を免れている。最終的に内アルスター湖 (Alster) とグロッケンギーサーヴァルでは延焼が食い止められ、5月8日にクルツェ・ミューレン通りで焼けた家屋が最後に被災したものとなった。
そのためクルツェ・ミューレン通りからバリンダム (de:Ballindamm) に伸びる道は現在、「ブランツエンデ」（Brandsende、「火災の終わり」）と呼ばれている。これに対し、旧市街南部のブランツヴィーテ (de:Brandswiete) は大火と関係がない。同地の名は1410年、その逮捕が蜂起と最初の都市法制定に繋がったハンブルク市民、ハイン・ブラント (de:Hein Brand) にちなんでいる。

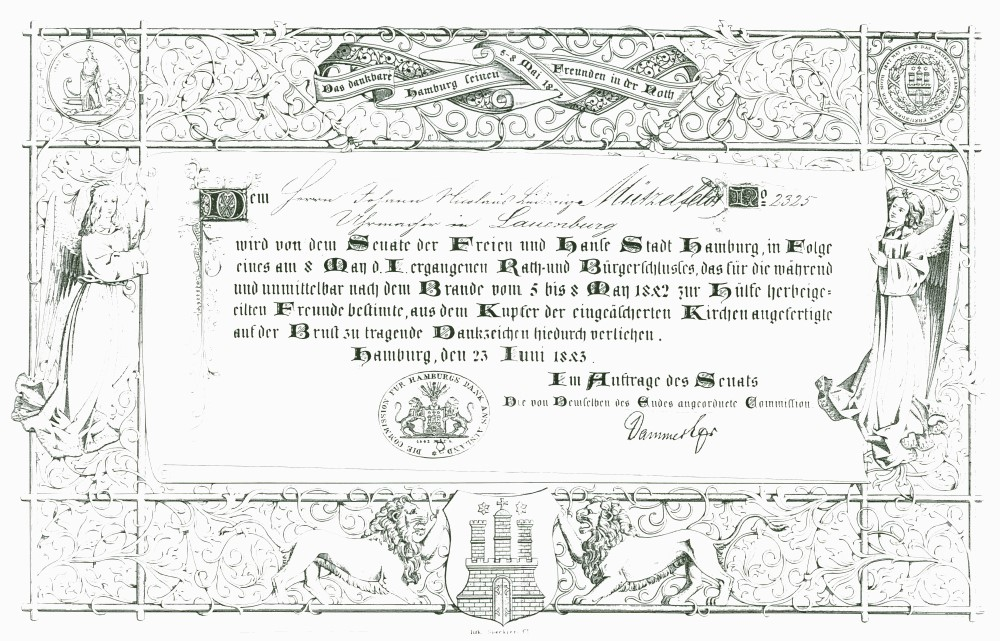
「ハンブルク大火小メダル」（Kleine Hamburger Brandmedaille）の授与証書。

その間にアルトナ、イゥーターゼン、ヴェーデル (Wedel) 、ヴァンツベック (Wandsbek) 、ゲーストハハト (Geesthacht) 、ラウエンブルク (Lauenburg (Elbe)) 、リューベック、シュターデやキールなど隣接する各地から放水隊が集まった。
鎮火から一周年の記念日である1843年5月8日、「エルベ川近隣市民のための実直なる評議会」の提案により、「委員会」を通して様々な協力に対し「心からの感謝」を表明するとともに、溶解した青銅製の鐘や銅で作成した記念硬貨および記念メダルを、「祝典の場で公に」贈呈することが決まった。特に深く感謝を表明するため、1843年に自由ハンザ都市ブレーメン市長のヨハン・スミット (Johann Smidt) 、アルトナ市長およびプロイセン王国マクデブルク市のザクセン州 (Provinz Sachsen) 長官に名誉市民権が贈られている。
この大火によりハンブルクの郷土史でも重要な一事、すなわちハンブルク初の鉄道開通 (Hamburg-Bergedorfer Eisenbahn) が延期を余儀なくされた。これはベルゲドルフ (Hamburg-Bergedorf) に向け、1842年5月7日に運行を開始する予定であった。しかし賓客の代わりに、最初の列車が運んだのは燃える市街から脱出する避難民だったのである。計画的な運行は5月17日、特に祝典もなく始まった。

## 影響

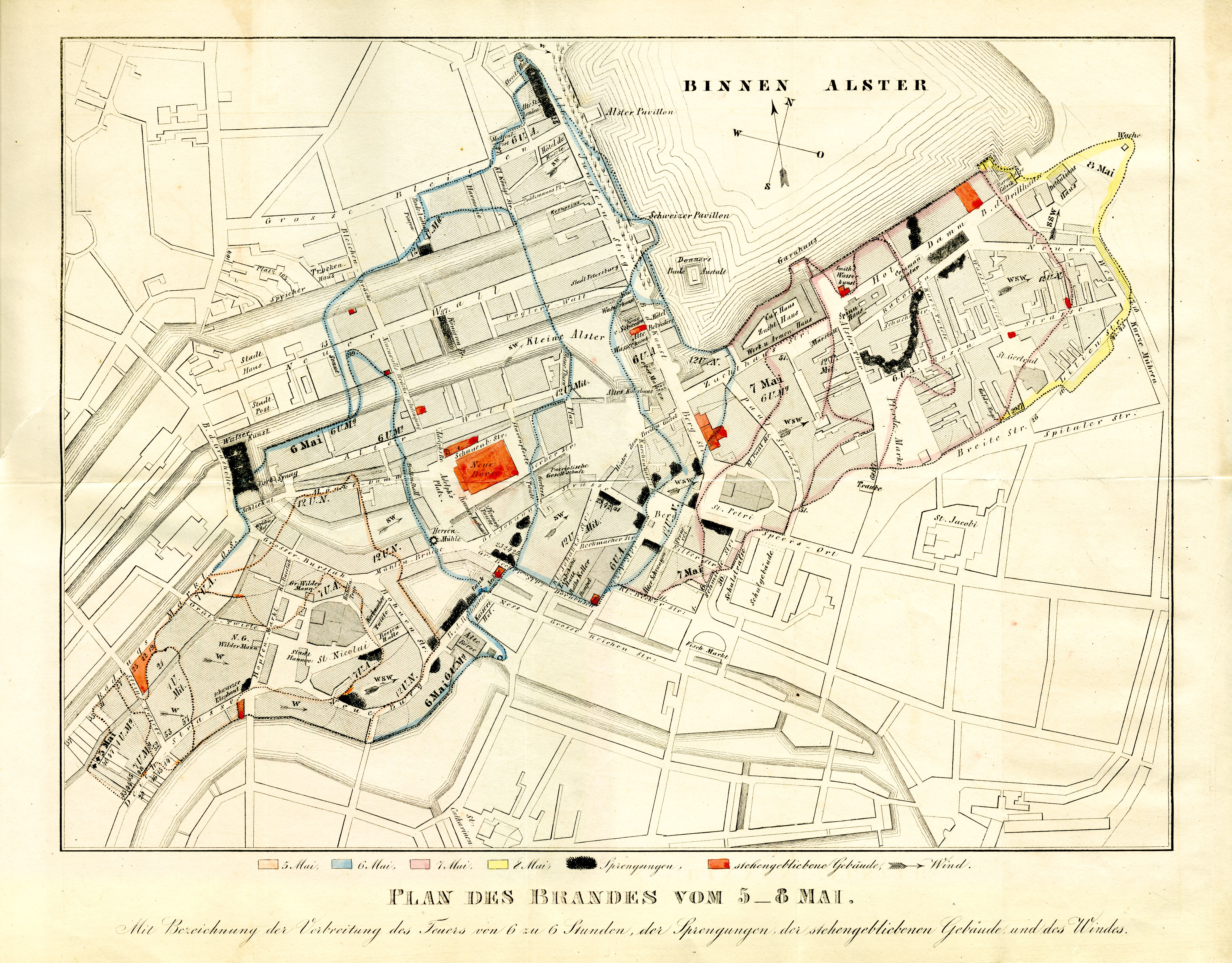
同時代の被災範囲の地図。

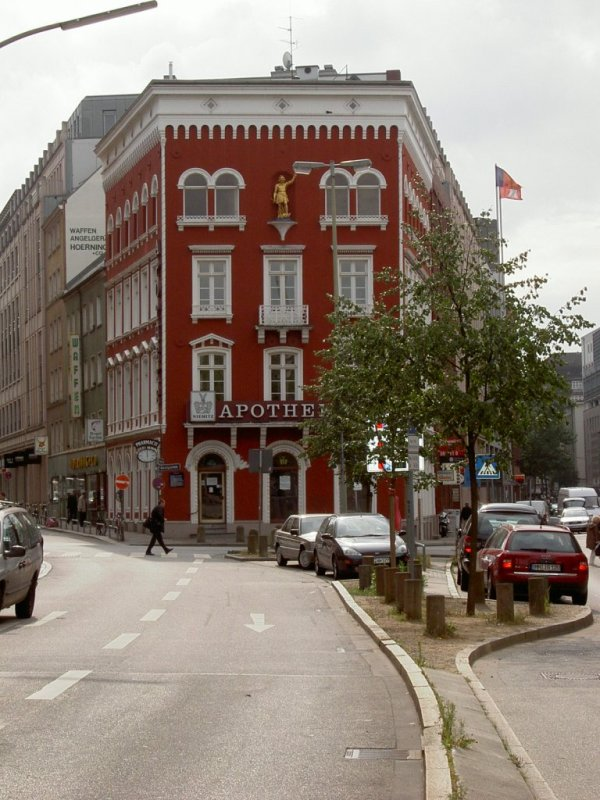
大火後の新建築。

大火は当時の市域の1/4以上を荒廃させた。51名が犠牲となる。また20,000名以上が住居を失い、破壊された家屋は41か所の通りでおよそ1700棟に上ると推定されている。同様に倉庫102棟、2か所の中央教会（聖ニコライ教会および聖ペトリ教会）を含む教会3棟、市庁舎、公文書館および旧証券取引所を含む商業施設 (Commerzium) にも被害が及んだ。

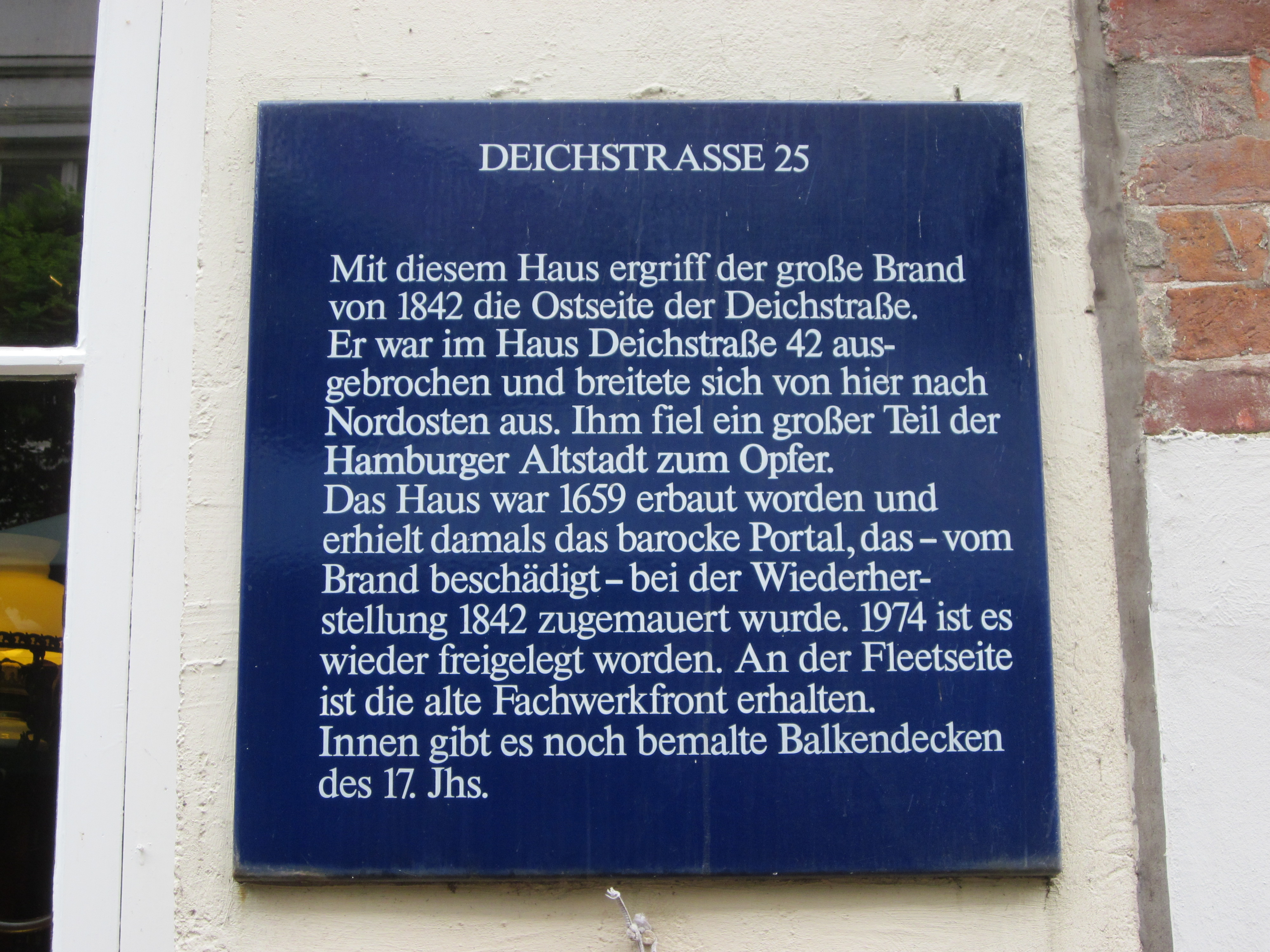
ダイヒ通りの銘。

被災建造物の補償にあたったハンブルク火災保険会社 (Hamburger Feuerkasse) は、建造物の20％が破壊されたと発表した。そして完済までに40年を要する支払金を負うこととなる。その後幾年も焼け跡と、市民の住居および商業施設の不足を補うべく同じ場所に建てられた仮設住宅が市の光景に刻み付けられた。
一方、旧市街の広範な破壊は市の中央部を一括して再構成し、インフラを近代化する機会をもたらした。その計画は、1842年5月中にもイギリスの技術者、ウィリアム・リンドリー (William Lindley) の監督下に始まっている。市の風景の刷新に携わり、決定的な役割を果たしたのはハンブルクの建築家、アレクスィ・ドゥ・シャトーヌフ (de:Alexis de Chateauneuf) である。同じくゴットフリート・ゼンパーの提案も、共同作業に影響を与えた。特に徹底的に変わったのは、市の新しい中心が形成されたクライネ・アルスターの一帯である。クロースターシュトラーセンフレートとゲルバーシュトラーセンフレートは埋め立てられ、クライネ・アルスターは現在の長方形に整えられ、市庁舎とラートハウスマルクト (de:Rathausmarkt) のために広場が準備された。
なお現在のハンブルク市庁舎の定礎と開庁までには、これより44年の歳月を要している。
大火後の建築に特徴的なのは、擬古典主義的な形状とイタリアの都市の模倣である。印象的な半円アーチ様式、ルントボーゲンシュティール (Rundbogenstil) が、郵便局やゲオルク広場のニーミッツ薬局の外観に特徴を与えた。これらの大火後建築 (de:Nachbrandarchitektur) としては、現在でもアルスターアーカーデン (de:Alsterarkaden) や、アレクスィ・ドゥ・シャトーヌフが建築を担当した郵便局の局舎などを見ることができるが、残っている建築例は全体的に少ない。
揚水装置を利用した、市の内部の水道は大部分が破壊され、再建されなかった。その代わり、ローテンブルクスオルト (Rothenburgsort) に給水施設が建てられた (de:Wasserversorgung in Hamburg) 。同様に、アルスター湖に面した水車も破壊を免れなかった。水車が技術的に旧式化した事実は明白であったにもかかわらず、郵便局通り (de:Poststraße) では市の水車が新築される。これは地下の配管を通じて、内アルスター湖から給水を図るものであった。
アルスター湖を堰き止める堤防の水位は下げられ、ウーレンホルスト (de:Hamburg-Uhlenhorst) とハーヴェステフーデ (de:Hamburg-Harvestehude) は居住が可能となった。これによって市壁 (de:Hamburger Wallanlagen) の後退が進み、1860年には最終的に市門の閉鎖 (de:Torsperre (Hamburg)) が廃止された。
また市の排水のため、下水道がエルベ川に向かって掘削された。その他、従来のオイルランプに代わってガス灯が導入されている。
破壊された3つの教会の内、再建されたのは2つのみである。聖ペトリ教会は概ねかつての姿を取り戻し、そのまま現在まで残っている。また旧来の聖ニコライ教会に代わり、ドイツでも屈指の新ゴシック式教会建築の一例となった教会堂が完成する。その尖塔は長い間、ハンブルクで最も高い建造物であった。新しいニコライ教会は第二次世界大戦で重大な被害を被り、現在では塔と外壁の一部を残すのみである。ちなみに、旧聖ニコライ教会の考古学調査時にストルバイトが発見されている。
ハンブルクの周辺地域にとって、この大火は何よりも経済的な意味をもたらした。その後の時代、エルベ川およびオーステ川 (Oste) 沿いの湿地帯では大規模な建築需要によって、煉瓦製造業が繁栄するのである。